# 眼瞼痙攣
眼瞼痙攣（blepharospasm）或睑痉挛，是一种不明原因、不自主的面神经支配区肌肉的痉挛和抽搐，导致眼睑持续性闭合的局灶性肌张力障碍。患侧眼轮匝肌、皱眉肌频繁且不自主痉挛性收缩，引起阵发性或持续性瞬目动作。這現象可以同時發生於雙眼，亦有左右眼分別痙攣的現象。
眼瞼痙攣应该与更常见且更轻微，不自主的眼睑震颤作区分，后者称为眼瞼肌颤（myokymia，肌纤维颤搐）或束颤（fasciculation，肌束震颤）。
汉语的“眼皮跳”和粤语的“眼眉跳”應該是眼瞼肌颤（eyelid myokymia），而非眼睑痉挛。